# Borís Dubrovin
Borís Anatólievich Dubrovin (en ruso: Борис Анатольевич Дубровин;  6 de abril de 1950-19 de marzo de 2019) fue un matemático y físico ruso, nombrado doktor nauk (doctor en ciencias) en 1984.

## Biografía
Se graduó de la Facultad de Mecánica y Matemáticas de la Universidad Estatal de Moscú en 1972. Entre 1988 y 1993 fue profesor del Departamento de Geometría y Topología de esta misma universidad, y desde 1990 fue profesor en la Scuola Internazionale Superiore di Studi Avanzati (SISSA) en Trieste, Italia.
Fue también miembro del Departamento de Geometría y Topología del Instituto Steklov de Matemáticas.
Sus principales áreas de investigación fueron los sistemas integrables en geometría y física, variedades de Frobenius, invariantes de Grómov-Witten, teoría de la singularidad, formas normales de ecuaciones en derivadas parciales integrables, perturbaciones hamiltonianas de sistemas hiperbólicos, geometría de deformaciones isomonodrómicas, funciones theta en superficies de Riemann y ondas no lineales.

## Obras
- Modern Geometry (1979)
- Modern Geometry. Methods and Applications (1982)
- Modern Geometry. Part 3. Methods of Homology Theory (1984)
- Modern Geometry — Methods and Applications. Part III. Introduction to Homology Theory (1990)
- Modern Geometry. Methods and Applications. Volume 1. Geometry of Surfaces, Transformation groups, and Fields
- Modern Geometry. Methods and Applications. Volume 2. Geometry and Topology of Manifolds (2013)
- Modern Geometry. Methods and applications. Volume 3. Theory of Homology (2013)
- Topology, Geometry, Integrable Systems, and Mathematical Physics: Novikov’s Seminar 2012–2014 (2014)[3]